# NGC 1974
NGC 1974 (còn được gọi là NGC 1991 và ESO 85-SC89) là một cụm mở liên kết với một tinh vân phát xạ nằm trong chòm sao Dorado, một phần của Đám mây Magellan Lớn. Nó được James Dunlop phát hiện vào ngày 6 tháng 11 năm 1826 và nó được John Herschel quan sát vào ngày 2 tháng 1 năm 1837 sau đó được phân loại là NGC 1991. Kích thước rõ ràng của nó là 9.0 và kích thước của nó là 1,7 phút cung.